# Banca centrale della Libia
La Banca centrale della Libia (BCL) (arabo: مصرف ليبيا المركزي) è l'autorità monetaria in Libia e ha lo status di ente autonomo.
La legge che istituisce la BCL prevede che gli obiettivi della banca centrale siano di mantenere la stabilità monetaria in Libia e di promuovere la crescita sostenuta dell'economia secondo la politica economica generale dello stato centrale.
La sede della Banca centrale è a Tripoli. Tuttavia, al fine di facilitare l'accesso ai servizi della Banca Centrale da parte delle banche commerciali, ha aperto tre filiali a Bengasi, Sabha e Sirte.

## Storia
La CBL è stata fondata nel 1955 con la legge n. 30 (1955) e ha iniziato ad operare il 1º aprile 1956 come Banca Nazionale di Libia, che sostituisce la Commissione monetaria libica, istituita dalle Nazioni Unite e da altri paesi fiduciari nel 1951 per garantire la prosperità dell'economia libica, già fragile e svantaggiata.
La banca era ospitata nell'edificio dell'ex Cassa di Risparmio della Tripolitania, progettato nel 1921 da Armando Brasini e completato nei primi anni '30.
Nel marzo 2011, il governatore della CBL, Farhat Bengdara, si è dimesso e si è unito al campo dei ribelli della guerra civile libica, dopo aver ottenuto il congelamento della maggior parte dei beni esteri della Libia e il loro diniego di accesso al governo di Gheddafi.
Il 6 dicembre 2021, il governatore della CBL, Sadiq al-Kabir, con sede a Tripoli, ha incontrato in Tunisia il governatore della CBL, Ali Al-Hibri, con sede a Bayda e che, prima della scissione, era vice governatore di Saddek Elkaber, e ha accettato di iniziare l'unificazione della CBL. Il 20 gennaio 2022, Elkaber e Al-Hibri hanno firmato un accordo su un piano di unificazione in quattro fasi, con la nomina di Deloitte per supervisionare il processo.
Il 20 agosto 2023, la banca ha annunciato ufficialmente il completamento della sua riunificazione sotto la guida di Saddek Elkaber e del suo vice nell'est, Maree Raheel.
Il 30 agosto 2024, il governo di unità nazionale con sede a Tripoli ha inviato militanti armati per deporre il governatore della CBL Sadiq al-Kabir, accusandolo di "cattiva gestione delle entrate petrolifere". Sadiq al-Kabir ha detto di essere stato costretto a fuggire dalla Libia per sfuggire alle minacce dei militanti armati e ha definito illegale il tentativo di Abdul Hamidi Dbeibah di sostituirlo perché ha violato gli accordi mediati dalle Nazioni Unite riguardanti il controllo della banca. In risposta, il governo di stabilità nazionale con sede a Bengasi ha chiuso tutti i giacimenti, le strutture e i terminali petroliferi in segno di protesta.

## Governatori
Questa è una lista dei governatori della Banca centrale della Libia sin dall'istituzione. La banca ha avuto per due volte un'amministrazione divisa, la prima durante la prima guerra civile (febbraio-agosto 2011), e la seconda dal settembre 2014 in avanti, durante la guerra civile in corso.
| Nome                             | Dal               | Al               | Note                                                                                 |
| -------------------------------- | ----------------- | ---------------- | ------------------------------------------------------------------------------------ |
| Ali Aneizi                       | 26 aprile 1955    | 26 marzo 1961    |                                                                                      |
| Khalil Bennani                   | 27 marzo 1961     | 1 settembre 1969 |                                                                                      |
| Kassem Sherlala                  | 20 settembre 1969 | 17 gennaio 1981  |                                                                                      |
| Rajab El Msallati                | 18 gennaio 1981   | 3 marzo 1986     |                                                                                      |
| Muhammad az-Zaruq Rajab          | 4 gennaio 1987    | 6 ottobre 1990   |                                                                                      |
| Abd-al-Hafid Mahmud al-Zulaytini | 7 ottobre 1990    | 13 febbraio 1996 |                                                                                      |
| Taher Al-Jehaimi                 | 14 febbraio 1996  | 22 marzo 2001    |                                                                                      |
| Ahmed Menesi                     | 23 marzo 2001     | 5 marzo 2006     |                                                                                      |
| Farhat Omar Bengdara             | 6 marzo 2006      | 6 marzo 2011     |                                                                                      |
| Abd-al-Hafid Mahmud al-Zulaytini | 6 marzo 2011      | 2 aprile 2011    | ad interim                                                                           |
| Muhammad az-Zaruq Rajab          | 2 aprile 2011     | agosto 2011      |                                                                                      |
| Ahmed S. El Sharif               | febbraio 2011     | aprile 2011      | per il Consiglio nazionale di transizione (a Bengasi)                                |
| Kassem Azzuz                     | aprile 2011       | 12 ottobre 2011  | per il Consiglio nazionale di transizione (a Bengasi, fino ad agosto 2011)           |
| Saddek Elkaber                   | 12 ottobre 2011   |                  | per il Congresso nazionale generale, poi Consiglio presidenziale, dal settembre 2014 |